# بول هولمز
بول هولمز (بالإنجليزية: Paul Holmes)‏ (18 فبراير 1968 - 8 مايو 2024) لاعب كرة قدم إنجليزي في مركزي الدفاع والظهير. لعب مع برمنغهام سيتي ونادي إيفرتون ونادي توركي يونايتد ونادي دونكاستر روفرز ووست بروميتش ألبيون.

## وصلات خارجية
- بول هولمز على موقع قاعدة بيانات كرة القدم.إي يو (الإنجليزية)
- بول هولمز على موقع عالم كرة القدم.نت (الإنجليزية)